# Milko Ǵurovski
Milko Ǵurovski, o Milko Đurovski, (in macedone Милко Ѓуровски?; in serbo Милко Ђуровски?; Tetovo, 26 gennaio 1963) è un allenatore di calcio ed ex calciatore macedone, di ruolo attaccante.
Anche suo fratello Boško e suo figlio Mario sono stati calciatori.

## Carriera

### Giocatore
Debutta da professionista nel 1978 con la Stella Rossa di Belgrado, di cui diventa uno dei pilastri, giocando per ben 6 stagioni consecutivi, vincendo due campionati della RSF di Jugoslavia e due Coppe di Jugoslavia.
Nell'estate del 1986 si trasferisce ai rivali cittadini del Partizan, con cui gioca per altre 4 stagioni vincendo il campionato 1986-1987, Coppa di Jugoslavia 1989 e la Supercoppa di Jugoslavia 1989.
Viene quindi ingaggiato dalla squadra olandese del Groningen, dove gioca per altre quattro stagioni, con l'eccezione di una breve parentesi, nel campionato 1992-1993 al Cambuur Leeuwarden.
Chiude la carriera in Francia, al Nîmes Olympique.
Nel 2005 gioca una partita con il Bežigrad Lubiana, squadra slovena.
Con la Nazionale jugoslava ha partecipato alle Olimpiadi del 1984 vincendo la medaglia di bronzo.

### Allenatore
Dopo essersi trasferito in Slovenia a seguito del matrimonio, inizia la carriera di allenatore nel Nafta Lendava. Dopo aver rassegnato le dimissioni per i pessimi risultati conseguiti, viene nominato allenatore del Maribor.

## Palmarès

### Giocatore

#### Club
- Campionati della RSF di Jugoslavia: 3

Stella Rossa: 1980-1981, 1983-1984, 1986-1987
- Coppe di Jugoslavia: 3

Stella Rossa: 1982, 1985, 1989
- Supecoppa di Jugoslavia: 1

Stella Rossa: 1989

#### Nazionale
- Bronzo olimpico: 1

Los Angeles 1984